# German Paralympic Media Award
Der German Paralympic Media Award ist ein seit  1999 (mit Ausnahme von 2014/2015 und aufgrund der COVID-19-Pandemie 2021) von der Deutschen Gesetzlichen Unfallversicherung jährlich vergebener Journalistenpreis. Der Name ist an die Paralympischen Spiele angelehnt.
Prämiert werden herausragende Reportagen und Analysen sowie Interviews und andere journalistische Formen der Berichterstattung über Behindertensport. Entscheidend ist die exakt recherchierte und kompetente sowie allgemein verständliche Darstellung.
Der German Paralympic Media Award wurde bis zum Jahr 2013 in drei Kategorien vergeben:
- Print/Foto
- TV/Hörfunk
- Online

Für die Preisverleihung im Jahr 2016 wurden die Kategorien auf fünf erweitert:
- Print
- Foto
- TV/Film
- Hörfunk
- Online/Social Media

## Bisherige Preisträger
- 2019[2]
  - Kategorie Artikel Marlo Mintel (Weser Kurier) sowie Thomas Breves und Kathrin Kraft (Jeversches Wochenblatt)
  - Kategorie Audio: Moritz Cassalette (Norddeutscher Rundfunk)
  - Kategorie Online-Plattform/Social Media-Kanal: MDR Projektteam Paralympics 2018 und Sylvia Peuker
  - Kategorie Film/Video: Christian Brandt und Birgitta Kaßeckert (Bayerisches Fernsehen)
  - Kategorie Foto: Uli Gasper (WM 2018 Media Pool)
  - Sonderpreis für Sir Philip Craven
- 2018[3]
  - Kategorie Print Karin Grundwald, Kölner Stadtanzeiger
  - Kategorie Online/Social Media: Gordana Großmann und Thomas Burkart
  - Kategorie TV/Film: Juliane Möcklinghoff, Norddeutscher Rundfunk
  - Kategorie Foto: Axel Kohring, Fotoagentur Beautiful Sports
  - Sonderpreis für Heinrich Popow
  - Ehrenpreis für nachhaltigen Journalismus im Bereich Behindertensport: Annette Kögel
- 2017[4]
  - Kategorie Print (zwei Preisträger): David Hock (Rollt. - Das Magazin für Rollstuhlbasketball und eine inklusive Gesellschaft) und Niclas Müller mit Team von der Allianz Deutschland AG
  - Kategorie Hörfunk: Heike Mund und Maria Fremmer vom WDR-Hörfunk
  - Kategorie Online/Social Media: Andre Hofmann (Deutsche Telekom AG), Thomas Stephany (Aktion Mensch), Niklas Klütsch und Marcel Wienands
  - Kategorie TV/Film: Peter Leissl, Mathias Berg, Yorck Polus und Susanne Simon vom ZDF
  - Kategorie Foto: Conny Kurth (kurth-media)
  - Sonderpreis für Verena Bentele

- 2016[5]
  - Kategorie Print: Christoph Cadenbach für das Süddeutsche Zeitung Magazin
  - Kategorie Hörfunk:  Daniela Müllenborn für Deutschlandfunk
  - Kategorie Online/Social Media: Lukas Eberle für Spiegel Online
  - Kategorie TV/Film: Robert Freis für den Bayerischen Rundfunk
  - Kategorie Foto: Oliver Kremer (Pixolli Studios)
  - Sonderpreis für Alessandro Zanardi

In den Jahren 2014 und 2015 wurde der GPMA nicht verliehen.
- 2013[6]
  - Kategorie Print/Foto: Jürgen Bröker, Welt am Sonntag
  - Kategorie TV/Radio: Sky Sport News HD
  - Kategorie Online: Jan Kampmann, zdfsport.de
  - Sonderpreis für Monica Lierhaus

- 2012[7]
  - Kategorie Print/Foto: Die Zeitschrift Men’s Health für ihren Beitrag „Unsere Helden von London“. In beeindruckenden Texten und Bildern werden fünf Paralympioniken und ihr Sport vorgestellt.
  - Kategorie TV/Hörfunk: Matthias Berg, ZDF. Er ist seit den Sommerspielen in Sydney 2000 Co-Moderator der ZDF Paralympics Berichterstattung.
  - Kategorie Online: sportschau.de. In dem Videoblog „London 365“ berichteten die Paralympioniken Jürgen Schrapp, Annabel Breuer, Carmen Brussig und Michael Teuber abwechselnd von ihrem Weg zu den Paralympics.
  - Sonderpreis: Der Film „Intouchables“, deutscher Titel „Ziemlich beste Freunde“. Ausgezeichnet wurden Philippe Pozzo di Borgo und Abdel Sellou, die Vorbilder für die Filmhelden waren, und die Produktionsfirma Quad.

- 2011[8]
  - Kategorie Print/Foto: Holger Schmidt (Sport-Informations-Dienst)
  - Kategorie TV/Hörfunk: Beate Beheim-Schwarzbach (Bayerischer Rundfunk)
  - Kategorie Online: Ronny Blaschke (freier Journalist)

## Wahrnehmung
„Der German Paralympic Media Award hat die professionelle Berichterstattung über den Behindertensport in seiner ganzen Breite sehr gefördert.“

## Weblink
- dguv.de/gpma – Offizielle Webpräsenz vom German Paralympic Media Award